# Коули, Генри
Генри Коули (англ. Henry Coley, 18 октября 1633 – 30 апреля 1704) — британский астролог, писатель. Последователь и личный секретарь Уильяма Лилли.

## Биография
Как следует из надписи вокруг портрета Генри Коули в одной из его работ, он родился 18 октября 1633 года в Оксфорде. Его отец был плотником. В 1648 году Коули стал клерком в Армии нового образца. В 1654 году он переехал в Лондон и работал дамским портным.
В 1656 году он женился, у пары родился один ребенок. В 1660 году, после смерти жены, он женился снова. Сын, родившийся во втором браке в 1661 году, умер вскоре после рождения. Коули в это время самостоятельно изучал математику, астрологию, латынь и французский язык. С 1663 года жил в Болдуинс-Гарденс (en:Baldwins Gardens), где преподавал астрологию и математику и принимал клиентов. К 1670-м годам у него была обширная астрологическая практика.
В 1669 году Коули опубликовал книгу Clavis Astrologiæ Elimata; or a Key to the whole Art of Astrology, new filed and polished. Она была хорошо принята. Второе и расширенное издание было опубликовано в 1676 году, оно было посвящено Элиасу Эшмолу. Коули также отдал в нём дань уважения Уильяму Лилли. В 1672 году на волне успеха Clavis Astrologiæ Elimata Коули опубликовал первый номер своего астрологического альманаха, который выходил ежегодно вплоть до его смерти.
С 1677 года Коули был личным секретарём известного астролога Уильяма Лилли, когда тот уже был поражён болезнью, от которой он впоследствии умер (1681). Лилли часто упоминает в своих работах заслуги Коули как человека, как профессора математики, как знатока оккультных наук. Он завещал Коули свой альманах Merlini Anglici Ephemeris, or Astrological Judgment for the Year («Астрологическое суждение на год»), который тот и издавал «по методу мистера Лилли», начиная с тридцать седьмого выпуска. После смерти Лилли Коули продолжал публиковать свои предсказания, например, в 1683 году он издал «Превосходные и чудесные предсказания покойного знаменитого астролога Уильяма Лилли, мистера Партриджа и мистера Коули относительно нынешнего 1683 года» (The great and wonderful Predictions of that late famous Astrologer, William Lilly, Mr. Partridge, and Mr. Coley concerning this present year 1683). По словам историка религии Йоана Кулиану, Коули «почти так же преуспел в предсказаниях, как и его учитель».
Коули исправил и расширил две книжки английских математиков — Mathematics made easy (London, 1692) Джозефа Моксона и Arithmetic, or that useful art made easie (London, 1686) Уильяма Форстера.
Умер в Лондоне 30 апреля 1704 года.

## Труды
- Henry Coley Clavis Astrologiae Elimata: Or A Key to the whole Art Of Astrology New Filed and Polished. — London, 1676. — («Единый ключ к искусству астрологии», см. перевод на русский язык главы о планетарных часах)